# Leptasterias fisheri
Leptasterias fisheri är en sjöstjärneart som beskrevs av Alexander Michailovitsch Djakonov 1929. Leptasterias fisheri ingår i släktet Leptasterias och familjen trollsjöstjärnor.

## Underarter
Arten delas in i följande underarter:
- L. f. meridionalis
- L. f. fisheri